# Tour du Finistère 2001
Il Tour du Finistère 2001, sedicesima edizione della corsa, si svolse il 3 settembre su un percorso con partenza e arrivo a Quimper. Fu vinto dal francese Franck Renier della Bonjour davanti ai suoi connazionali Jean-Cyril Robin e Xavier Jan.

## Ordine d'arrivo (Top 10)
| Pos. | Corridore        | Squadra                       | Tempo    |
| ---- | ---------------- | ----------------------------- | -------- |
| 1    | Franck Renier    | Bonjour                       | 4h58'48" |
| 2    | Jean-Cyril Robin | Bonjour                       | a 20"    |
| 3    | Xavier Jan       | Big Mat-Auber 93              | s.t.     |
| 4    | Vincent Cali     | Collstrop-Palmans             | s.t.     |
| 5    | Oleg Zhukov      |                               | a 42"    |
| 6    | Guillaume Judas  |                               | a 1'09"  |
| 7    | Ludovic Auger    | Big Mat-Auber 93              | a 1'10"  |
| 8    | Ludovic Martin   | Crédit Agricole               | a 9'13"  |
| 9    | François Simon   | Bonjour                       | a 9'16"  |
| 10   | Marc Chanoine    | Ville de Charleroi-Newsystems | a 9'18"  |